# Sandro Dori
Sandro Dori, pseudonimo di Alberto Schiappadori (Ostiglia, 21 dicembre 1938 – Civitavecchia, 15 febbraio 2021), è stato un attore italiano.

## Biografia
Sandro Dori iniziò la sua carriera cinematografica nella prima metà degli anni sessanta alternando l'attività di attore cinematografico alla carriera teatrale e al doppiaggio.
Il ruolo che fece notare maggiormente al grande pubblico Sandro Dori fu quello del dottor Zucconi in Il medico della mutua, in cui interpretò uno dei perfidi colleghi di Guido Tersilli, ruolo interpretato anche nel sequel Il prof. dott. Guido Tersilli primario della clinica Villa Celeste convenzionata con le mutue.
Nel corso della sua carriera, Sandro Dori ebbe modo di lavorare con i registi Dario Argento, Mario Monicelli, Steno, Carlo Vanzina, Pupi Avati, Roberto Rossellini, Vittorio De Sica, Luigi Zampa, Luciano Salce e Sidney Lumet; inoltre nella prima metà degli anni duemila interpretò il ruolo di un frate nella pubblicità che sponsorizzava una marca di sciroppo. 
Dori morì il 15 febbraio 2021 ad 82 anni; il funerale si svolse nella chiesa di San Giuseppe di Santa Marinella, a Roma.

## Filmografia

### Cinema
- L'amore difficile, regia di Nino Manfredi, Alberto Bonucci, Sergio Sollima e Luciano Lucignani (1962)
- Obiettivo ragazze, regia di Mario Mattoli (1963)
- Il magnifico avventuriero, regia di Riccardo Freda (1963)
- Bianco, rosso, giallo, rosa, regia di Massimo Mida (1964)
- La ragazzola, regia di Giuseppe Orlandini (1965)
- I soldi, regia di Gianni Puccini e Giorgio Cavedon (1965)
- Io la conoscevo bene, regia di Antonio Pietrangeli (1965)
- Le piacevoli notti, regia di Armando Crispino e Luciano Lucignani (1966)
- Io, io, io... e gli altri, regia di Alessandro Blasetti (1966)
- Se tutte le donne del mondo, regia di Henry Levin e Arduino Maiuri (1966)
- Un fiume di dollari, regia di Carlo Lizzani (1966)
- Assalto al tesoro di stato, regia di Piero Pierotti (1967)
- La notte è fatta per... rubare, regia di Giorgio Capitani (1968)
- ...e per tetto un cielo di stelle, regia di Giulio Petroni (1968)
- Il medico della mutua, regia di Luigi Zampa (1968)
- Le calde notti di Poppea, regia di Guido Malatesta (1969)
- Gli infermieri della mutua, regia di Giuseppe Orlandini (1969)
- Cinque figli di cane, regia di Alfio Caltabiano (1969)
- La virtù sdraiata, regia di Sidney Lumet (1969)
- Italiani! È severamente proibito servirsi della toilette durante le fermate, regia di Vittorio Sindoni (1969)
- Fellini Satyricon, regia di Federico Fellini (1969)
- Una su 13, regia di Nicolas Gessner e Luciano Lucignani (1969)
- Il prof. dott. Guido Tersilli primario della clinica Villa Celeste convenzionata con le mutue, regia di Luciano Salce (1969)
- Il trapianto, regia di Steno (1970)
- Contestazione generale, regia di Luigi Zampa (1970)
- Una spada per Brando, regia di Alfio Caltabiano (1970)
- Brancaleone alle crociate, regia di Mario Monicelli (1970)
- Io non spezzo... rompo, regia di Bruno Corbucci (1971)
- Homo Eroticus, regia di Marco Vicario (1971)
- Quando gli uomini armarono la clava e... con le donne fecero din don, regia di Bruno Corbucci (1971)
- 4 mosche di velluto grigio, regia di Dario Argento (1971)
- Decameroticus, regia di Giuliano Biagetti (1972)
- Boccaccio, regia di Bruno Corbucci (1972)
- La bella Antonia, prima monica e poi dimonia, regia di Mariano Laurenti (1972)
- Lo chiameremo Andrea, regia di Vittorio De Sica (1972)
- Il prode Anselmo e il suo scudiero, regia di Bruno Corbucci (1972)
- Giovannona Coscialunga disonorata con onore, regia di Sergio Martino (1973)
- Bisturi - La mafia bianca, regia di Luigi Zampa (1973)
- Società a responsabilità molto limitata, regia di Paolo Bianchini (1973)
- Processo per direttissima, regia di Lucio De Caro (1974)
- 4 marmittoni alle grandi manovre, regia di Marino Girolami (1974)
- Il lumacone, regia di Paolo Cavara (1974)
- Vergine, e di nome Maria, regia di Sergio Nasca (1975)
- Un bail pour l'éternité, regia di Yves-André Hubert (1976)
- Solo la verità, regia di Dino Bartolo Partesano (1976)
- Il deserto dei Tartari, regia di Valerio Zurlini (1976)
- Una vita venduta, regia di Aldo Florio (1978)
- Storia senza parole, regia di Biagio Proietti (1981)
- Venere paura, regia di Hirtia Solaro (1991)
- Squillo, regia di Carlo Vanzina (1996)
- Bagnomaria, regia di Giorgio Panariello (1999)
- I giudici - Excellent Cadavers, regia di Ricky Tognazzi (1999)
- Monna Lisa, regia di Matteo Del Bo – cortometraggio (2000)
- Mirka, regia di Rachid Benhadj (2000)
- Pinocchio, regia di Roberto Benigni (2002)
- Sotto il sole della Toscana, regia di Audrey Wells (2003)
- La seconda notte di nozze, regia di Pupi Avati (2005)
- Il papà di Giovanna, regia di Pupi Avati (2008)
- Oggi sposi, regia di Luca Lucini (2009)
- Nine, regia di Rob Marshall (2009)
- Letters to Juliet, regia di Gary Winick (2010)
- The American, regia di Anton Corbijn (2010)
- Un ragazzo d'oro, regia di Pupi Avati (2014)

### Televisione
- La trincea, regia di Vittorio Cottafavi – miniserie TV (1961)
- Il mulino del Po, regia di Sandro Bolchi – miniserie TV (1963)
- Biblioteca di Studio Uno, regia di Antonello Falqui – varietà (1964)
- I miserabili, regia di Sandro Bolchi – miniserie TV (1964)
- Scaramouche, regia di Daniele D'Anza – miniserie TV (1965)
- Jekyll, regia di Giorgio Albertazzi – miniserie TV (1969)
- Il triangolo rosso 2 – serie TV (1969)
- La lotta dell'uomo per la sua sopravvivenza, regia di Renzo Rossellini (1970)
- All'ultimo minuto 2 – serie TV (1972)
- Un certo Marconi, regia di Sandro Bolchi – film TV (1974)
- La mossa del cavallo, regia di Giacomo Colli – miniserie TV (1977)
- Così per gioco, regia di Leonardo Cortese – miniserie TV (1979)
- Il camaleonte, regia di Massimo Scaglione (1979)
- Delitto in piazza, regia di Nanni Fabbri – miniserie TV (1980)
- L'ombra della spia, regia di Alessandro Cane – film TV (1988)
- ...Se non avessi l'amore, regia di Leandro Castellani – film TV (1991)
- Turbo – serie TV (2000)
- I figli strappati, regia di Massimo Spano – miniserie TV (2006)
- Rex – serie TV (2009)

## Doppiaggio

### Cinema
- Kamatari Fujiwara in I sette samurai
- Yoshio Tsuchiya in L'invasione degli astromostri
- Liang Chia-jen in Gli eroi del kung-fu
- Chishū Ryū in L'ultima guerra

### Televisione
- Toshirō Mifune in Shōgun e Shōgun - Il signore della guerra
- Alan Hewitt in Il mio amico marziano
- Hugh Franklin in Una vita da vivere
- Gesio Amadeu in Figli miei, vita mia

### Cartoni animati
- Padre Cobra, Uighur e personaggi minori in Ken il Guerriero
- Anzas e Barone Daimon in Arbegas
- Space Ace in Space Ace - asso spaziale
- Michael Jackson in The Jackson Five
- Capitano Good in La corsa spaziale di Yoghi